# William Worth
William Worth (* 13. Dezember 1912 in Perth; † unbekannt) war ein australischer Diplomat und zeitweise amtierender Generalsekretär der Southeast Asia Treaty Organisation (SEATO).

## Leben
Worth wurde im September 1957 zunächst Stellvertretender Generalsekretär der SEATO und übernahm kommissarisch das Amt von Generalsekretär Pote Sarasin, nachdem dieser am 22. September 1957 kommissarischer Premierminister von Thailand wurde. Nachdem Pote Sarasin am 10. Januar 1958 wieder das Amt des Generalsekretärs übernahm, blieb Worth weiterhin Stellvertretender Generalsekretär. In dieser Funktion verfasste er am 16. Mai 1962 auch eine Stellungnahme der SEATO an US-Präsident John F. Kennedy, nachdem zuvor Truppen aus Laos Thailand angegriffen hatten und Kennedy daraufhin Einsatztruppen der US Army nach Thailand entsandte.
Am 13. Dezember 1963 wurde er amtierender Generalsekretär der SEATO, da Pote Sarasin zum Minister für nationale Entwicklung in Thailand ernannt wurde und zurückgetreten war. Das Amt des amtierenden Generalsekretärs übte Worth bis zum Amtsantritt von Konthi Suphamongkhon am 19. Februar 1964 aus.
Später war Worth vom 1. November 1975 bis zum 31. Oktober 1977 Administrator des zu Australien gehörenden Territoriums der Weihnachtsinsel (Territory of Christmas Island).